# Doorlooptijd (ICT)
De doorlooptijd in de ICT is de tijd tussen aanvang van een Incident of wijziging en het sluiten ervan. Dit wil zeggen: de tijd tussen aanvang van een gemelde storing of verandering in de service en de beëindiging of afhandeling daarvan.
Het doel van een ICT-organisatie is om de gemiddelde doorlooptijd van een Incident en/of Change zo kort mogelijk te houden. De Incidentcoördinator en/of Changecoördinator monitort hierop. Het kan zijn, dat een incident of change een lange doorlooptijd heeft, maar dat het toch binnen het afgesproken service level agreement valt. Dit kan komen door afspraken van de SLA, maar ook doordat de SLA-tijd verschoven kan worden. De mogelijkheden hiertoe zijn echter wel per bedrijf verschillend.